# Mạnh Quán
Mạnh Quán (tiếng Trung: 孟觀; bính âm: Meng Guan; ? – 301), tên tự là Thúc Thời (叔時), là tướng lãnh nhà Tây Tấn trong lịch sử Trung Quốc. Ông có công trấn áp khởi nghĩa Tề Vạn Niên của người Đê, về sau ủng hộ Triệu vương Tư Mã Luân trong loạn Bát vương, thất bại và bị tru di tam tộc.

## Cuộc đời
Mạnh Quán là người huyện Đông Quang, quận Bột Hải, Ký Châu. Quán từ nhỏ ham đọc sách, hiểu biết thiên văn.
Năm 290, Tấn Huệ đế lên ngôi, Mạnh Quán được thăng chức Điện trung trung lang. Lúc này, quyền lực rơi vào tay thế lực ngoại thích họ Dương. Hoàng hậu Giả Nam Phong muốn diệt trừ ngoại thích, sai người liên kết với Quán; ông ghét Dương Tuấn chuyên quyền nên đáp ứng.
Năm 291, khi Sở vương Tư Mã Vĩ sắp ra tay với Dương Tuấn, Mạnh Quán nhận chỉ của Giả hậu, đi tuyên chiếu, nhân cơ hội đó vu cáo thêm tội danh cho nhà họ Dương. Sau khi họ Dương bị diệt, Quán được bổ nhiệm làm Hoàng môn thị lang, đặc cấp thân tín 40 người, rồi được giữ chức Tích nỗ tướng quân, phong tước Thượng Cốc quận công.
Năm 296, thủ lĩnh người Đê là Tề Vạn Niên nổi dậy ở Quan Trung lực lượng lên đến 10 vạn người, khiến quan quân nối nhau thất bại. Quan Trung tuy có trọng binh của Triệu vương Tư Mã Luân, Lương vương Tư Mã Dung, nhưng họ đều có mưu đồ riêng, bỏ mặc quan quân.
Năm 299, Trung thư lệnh Trần Chuẩn, Trung thư giám Trương Hoa lấy lý do hàm hồ rằng quân đội của chư vương không có chí tiến thủ, tuy nhiều nhưng không thể dùng, còn Quán thâm trầm cứng cỏi, tài kiêm văn võ, kiến nghị lấy Quán đi đánh dẹp. Mạnh Quán lĩnh lính Túc vệ, đều nhanh nhẹn mạnh tợn, còn được chỉ huy sĩ tốt Quan Trung, tự mình xông pha, đại chiến vài mươi trận, trận nào cũng thắng, bắt sống Tề Vạn Niên, trấn áp các tộc Đê, Khương. Nhờ công lao, Mạnh Quán được bổ nhiệm làm Đông Khương hiệu úy, rồi triệu về làm Hữu tướng quân.
Năm 301, Triệu vương Tư Mã Luân soán ngôi, xét công tích của Quán, cho ông thự chức An nam tướng quân, giám Hà Bắc chư quân sự, giả tiết, đồn trú Uyển Thành. Con của Quán là Mạnh Bình làm Tiền phong tướng quân cho Hoài Nam vương Tư Mã Doãn, theo Doãn chống lại Triệu vương Luân, tử trận. Tôn Tú vì cớ Quán cầm quân ở ngoài, lấp liếm rằng Bình bị Doãn giết hại, truy tặng Tích nỗ tướng quân để an lòng ông.
Tề vương Tư Mã Quýnh, Thành Đô vương Tư Mã Dĩnh, Thường Sơn vương Tư Mã Nghệ, Tân Dã công Tư Mã Hâm, Hà Gian vương Tư Mã Ngung nổi dậy chống lại Tư Mã Luân. Nhiều người khuyên Mạnh Quán hưởng ứng các vương, nhưng Quán cho rằng Tử Cung Đế Tọa không có gì thay đổi, ứng với địa vị của Luân không bị lay chuyển, nên không nghe theo, mà tiếp tục phục vụ ông ta.
Tháng 4 ÂL, Luân thất bại, Huệ đế được phục vị. Tháng 5 ÂL, có chiếu sai Vĩnh Nhiêu Dã lệnh Không Đồng Cơ (空桐機) chém đầu Quán, gửi về Lạc Dương, tru di tam tộc.